# متروی رسیفی
متروی رسیفی (پرتغالی: Recife Metro) سیستم قطار شهری برقی در شهر رسیفی، برزیل است.
این مترو که در تاریخ ۱۱ مارس ۱۹۸۵ تأسیس شده، دارای ۳ خط، ۲۹ ایستگاه و ۳۹٫۵ کیلومتر طول می‌باشد.

## نقشه

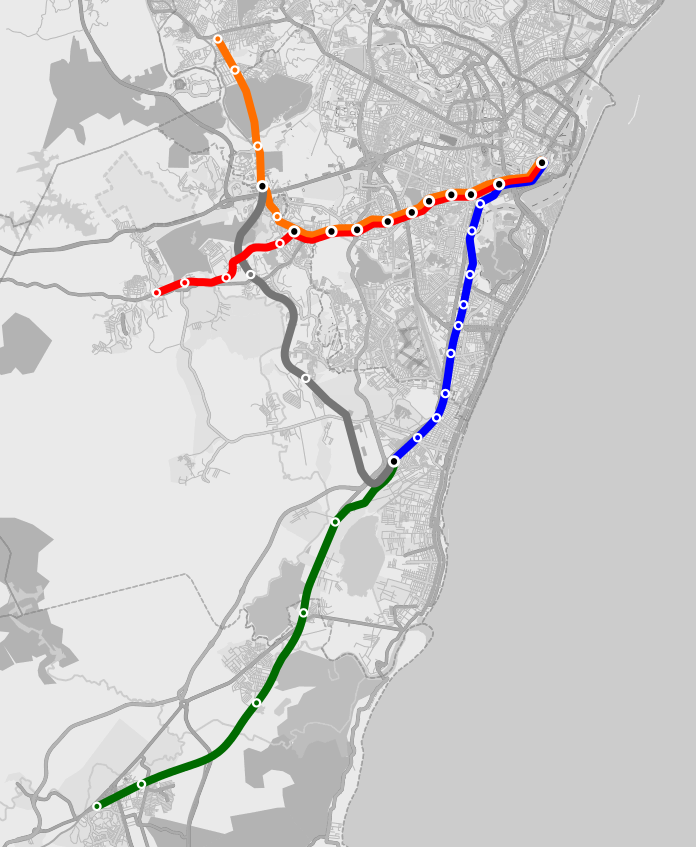
نقشه متروی رسیقی

## نگارخانه

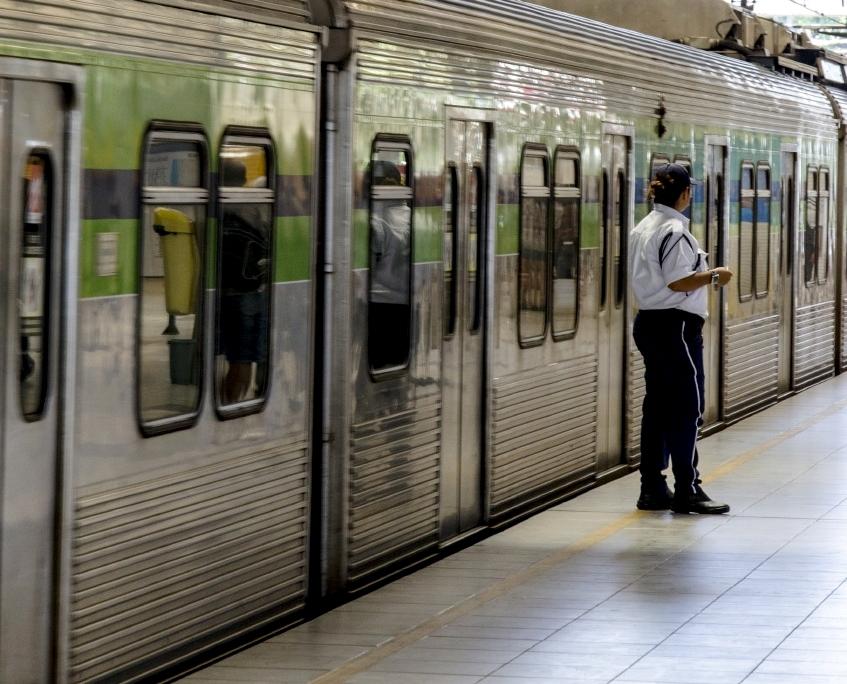
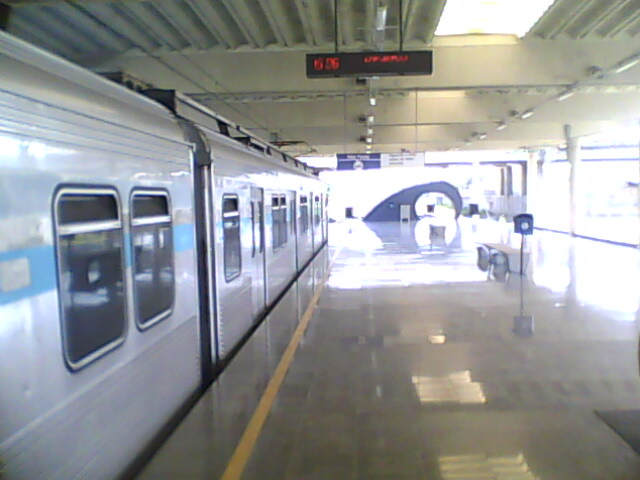
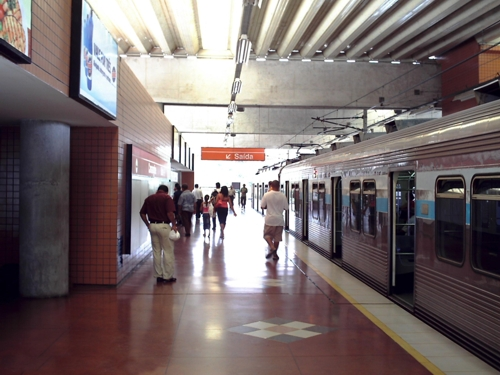